# Xylophanes josephinae
Xylophanes josephinae là một loài bướm đêm thuộc họ Sphingidae. Nó được tìm thấy ở Guatemala và México.
Sải cánh dài 40–42 mm. Nó tương tự như Xylophanes damocrita nhưng lớn hơn.
Cá thể trưởng thành có lẽ mọc cánh quanh năm.
Ấu trùng có lẽ ăn các loài Psychotria panamensis, Psychotria nervosa và Pavonia guanacastensis.